# Quebracho (valuta)
Il quebracho fu una valuta complementare non ufficiale circolante nella provincia argentina del Chaco durante la crisi economica argentina del 2001-2002.
Nello stesso periodo, anche in molte altre province argentine la moneta nazionale fu sostituita da valute locali, buoni o sistemi di baratto.
Il nome è lo stesso di uno dei legni più resistenti del mondo e deriva dallo spagnolo quiebra hacha, letteralmente: che rompe l'ascia.